# (231666) Ésymne
(231666) Ésymne, désignation internationale (231666) Aisymnos, est un astéroïde troyen jovien.

## Description
(231666) Ésymne est un astéroïde troyen jovien, camp grec, c'est-à-dire situé au point de Lagrange L4 du système Soleil-Jupiter. Il présente une orbite caractérisée par un demi-grand axe de 5,313 UA, une excentricité de 0,052 et une inclinaison de 5,3° par rapport à l'écliptique.
Il est nommé en référence au personnage de la mythologie grecque Ésymne, acteur du conflit légendaire de la guerre de Troie.

## Compléments